# Câmpulung Moldovenesc
Câmpulung Moldovenesc (rumænsk udtale: [kɨmpuˌluŋɡ moldoveˈnesk]; tidligere stavet Cîmpulung Moldovenesc) er en by i distriktet Suceava i det nordøstlige Rumænien. Den ligger i den historiske region Bukovina.
Câmpulung Moldovenesc er den fjerdestørste bymæssige bebyggelse i distriktet, med et indbyggertal på 15.642 (2021). Den blev erklæret en kommune i 1995 sammen med to andre byer i Suceava-distriktet  nærmere bestemt Fălticeni og Rădăuţi. Câmpulung Moldovenesc dækker et areal på  147 km² og var  indtil 1950 hovedstad i det tidligere Câmpulung distrikt.

## Geografi
Câmpulung Moldovenesc ligger i regionen Bukovina, i det nordøstlige Rumænien. Byen ligger i bjergområdet Obcinele Bucovinei, på bredden af Moldova-floden.
Câmpulung Moldovenesc er tilgængelig med både bil og tog. Europavej E58, der forbinder regionen Moldavien med Transsylvanien, krydser byen. Der er to jernbanestationer placeret i byen: Câmpulung Moldovenesc i byens centrum og Câmpulung Est i Capu Satului-kvarteret.
Der ligger mange seværdigheder i og omkring Câmpulung Moldovenesc, såsom Rarău og Giumalău, som med 1.650 moh. og 1.857 moh. er de højeste tinder i regionen. Man kan også nyde de skove, der omgiver Câmpulung Moldovenesc, eller besøge et kloster i en af de nærliggende landsbyer.